# Roger Assalé
Roger Claver Djapone Assalé (Abengourou, 13 de noviembre de 1993), más conocido como Roger Assalé, es un futbolista costamarfileño que juega de delantero en el Stade d'Abidjan de la Primera División de Costa de Marfil. Es internacional con la selección de fútbol de Costa de Marfil.

## Biografía
Comenzó su carrera en el club marfileño Séwé Sports en 2012. Tras dos temporadas en las que ganó el campeonato nacional en cada ocasión, se incorporó al TP Mazembe. Floreció en el club y disfrutó de muchos éxitos colectivos, incluida una victoria en la Liga de Campeones de la CAF en 2015.
El 10 de febrero de 2017 fue prestado al BSC Young Boys. Ocho días más tarde, debutó en la Superliga cuando entró en el terreno de juego contra el FC St. Gallen y marcó un gol inmediato que permitió a su nuevo club empatar a 2-2. Assalé empezó la semana siguiente contra Grasshopper y anotó dos goles en una victoria de 2-3. En abril, fue expulsado contra el FC Basilea. El marfileño terminó su media temporada con seis goles en catorce partidos.
El 31 de enero de 2020 el C. D. Leganés logró su cesión hasta final de temporada. Al final de la misma regresó al club suizo que, el 5 de septiembre, lo traspasó al Dijon F. C. O. francés. Este lo cedió al año siguiente al Werder Bremen.
Dejó Dijon al finalizar la temporada 2023-24 y regresó a Costa de Marfil para jugar en el Stade d'Abidjan.

## Selección nacional
Assalé fue internacional sub-20 con la selección de fútbol de Costa de Marfil, antes de convertirse en internacional absoluto en 2014.
Su primer gol lo marcó el 27 de marzo de 2018 ante la selección de fútbol de Moldavia, en un partido amistoso.
Con su selección fue campeón de la Copa África 2015.

## Clubes
| Club                         | País            | Año       |
| ---------------------------- | --------------- | --------- |
| Séwé Sports                  | Costa de Marfil | 2014      |
| T. P. Mazembe                | R. D. del Congo | 2014-2017 |
| B. S. C. Young Boys (cedido) | Suiza           | 2017      |
| B. S. C. Young Boys          | Suiza           | 2017-2020 |
| C. D. Leganés (cedido)       | España          | 2020      |
| Dijon F. C. O.               | Francia         | 2020-2024 |
| Werder Bremen (cedido)       | Alemania        | 2021-2022 |
| Stade d'Abidjan              | Costa de Marfil | 2024-     |

## Palmarés

### Títulos nacionales
| Título             | Club                | País            | Año  |
| ------------------ | ------------------- | --------------- | ---- |
| Ligue 1            | Séwé Sports         | Costa de Marfil | 2013 |
| Ligue 1            | Séwé Sports         | Costa de Marfil | 2014 |
| Linafoot           | T. P. Mazembe       | R. D. del Congo | 2016 |
| Superliga de Suiza | B. S. C. Young Boys | Suiza           | 2018 |
| Superliga de Suiza | B. S. C. Young Boys | Suiza           | 2019 |

### Títulos internacionales
| Título                       | Club (*)                     | Sede              | Año  |
| ---------------------------- | ---------------------------- | ----------------- | ---- |
| Copa África                  | Selección de Costa de Marfil | Guinea Ecuatorial | 2015 |
| Liga de Campeones de la CAF  | T. P. Mazembe                | R. D. del Congo   | 2015 |
| Supercopa de la CAF          | T. P. Mazembe                | R. D. del Congo   | 2016 |
| Copa Confederación de la CAF | T. P. Mazembe                | R. D. del Congo   | 2016 |

(*) Incluyendo la selección.